# Manuel Prado y Ugarteche

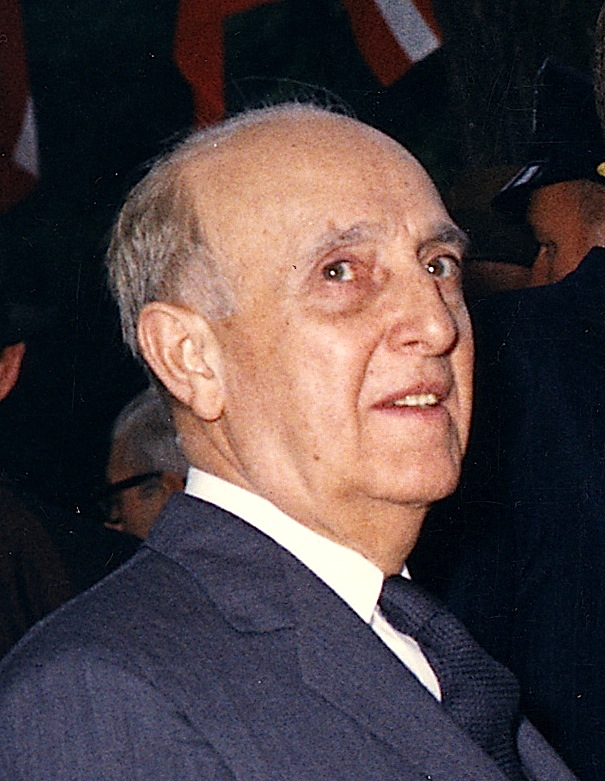
Manuel Prado y Ugarteche 1961

Manuel Prado y Ugarteche (* 21. April 1889 in Lima, Peru; † 15. August 1967 in Paris, Frankreich), Ingenieur, Bankier und Politiker, war zweimal, von 1939 bis 1945 und von 1956 bis 1962, peruanischer Präsident.

## Leben
Manuel Prado wurde 1889 als Sohn einer Aristokratenfamilie in Lima geboren. Sein Vater war der frühere peruanische Präsident Mariano Ignacio Prado, sein Bruder der Philosoph Javier Prado y Ugarteche. 1918 heiratete er Enriqueta Garland; aus der Ehe gingen ein Sohn und eine Tochter hervor.
Von 1915 bis 1919 war Prado Professor an der Universidad Nacional Mayor de San Marcos in Lima. Er wurde 1919 in den peruanischen Kongress gewählt und gründete den Partido de la Unión Parlamentaria. Aufgrund seiner Opposition gegen die Diktatur von Augusto Leguía y Salcedo musste er von 1921 bis 1932 ins Exil nach Paris gehen. Nach seiner Rückkehr war er von 1934 an Präsident des Banco Central de Reserva del Perú, der peruanischen Zentralbank.

### Erste Präsidentschaft
1939 wurde Prado an der Spitze der Coalición Conservadora mit 78 % der Stimmen zum Präsidenten Perus gewählt und trat die Nachfolge von Oscar R. Benavides an. Er stellte sich an die Seite der Westalliierten des Zweiten Weltkrieges (erklärte allerdings erst 1945 offiziell den Achsenmächten den Krieg). Der kurze Peruanisch-Ecuadorianische Krieg entzündete sich an Grenzstreitigkeiten zwischen Peru und Ecuador. Der Grenzverlauf zum Nachbarland wurde im Protokoll von Rio de Janeiro 1942 bestätigt.
Innenpolitisch ließ er die APRA wieder zu. Die Amtszeit ging 1945 plangemäß zu Ende und Prado ging erneut, diesmal freiwillig, für einige Jahre nach Paris.

### Zweite Präsidentschaft
1955 kehrte er zurück nach Peru, um seine Kandidatur bei den Präsidentschaftswahlen 1956 vorzubereiten. Diese gewann er als Spitzenkandidat einer Bewegung, welche von der (wieder für illegal erklärten) APRA unterstützt wurde, mit 45 % der Stimmen vor Fernando Belaúnde Terry. Er übernahm ein zweites Mal das Präsidentenamt.
In seiner Wirtschaftspolitik schwankte Prado zwischen liberalen Experimenten zur Abschaffung von Subventionen auf Brennstoffe und Lebensmitteln (was zu Streiks und Tumulten führte), der Einschränkung des Abzugs von Kapitals ins Ausland und der Einleitungen von Maßnahmen zur Verstaatlichung der Ölindustrie.
1958 gelang es ihm, bei der katholischen Kirche die Annullierung seiner Ehe mit Enriqueta Garland zu erreichen, und er heiratete Clorinda Málaga. Prado war 1961 der erste ausländische Staatschef, der nach dem Zweiten Weltkrieg Japan einen Besuch abstattete.
Die Wahl des Nachfolgers im Jahr 1962, bei der APRA-Gründer Víctor Raúl Haya de la Torre laut offiziellem Ergebnis knapp die meisten Stimmen erhielt (allerdings das in der Verfassung vorgesehene Minimum von einem Drittel der Wählerstimmen verfehlte), war von Vorwürfen des Betrugs überschattet. Zehn Tage vor dem vorgesehenen Ende der Amtsperiode Prados übernahm das Militär mit Ricardo Pérez Godoy an der Spitze die Macht. Prado ging nochmals nach Paris ins Exil, wo er fünf Jahre später starb.
Manuel Prado Ugarteche veröffentlichte auch verschiedene wissenschaftliche Werke zur Infinitesimalrechnung und zur Hydrostatik.

## Auszeichnungen (Auswahl)
- 1956: Großkreuz des Verdienstordens der Italienischen Republik
- 1957: Sonderstufe des Großkreuzes des Verdienstordens der Bundesrepublik Deutschland
- 1960: Großkreuz des Ordens des heiligen Jakob vom Schwert